# 罕父黑

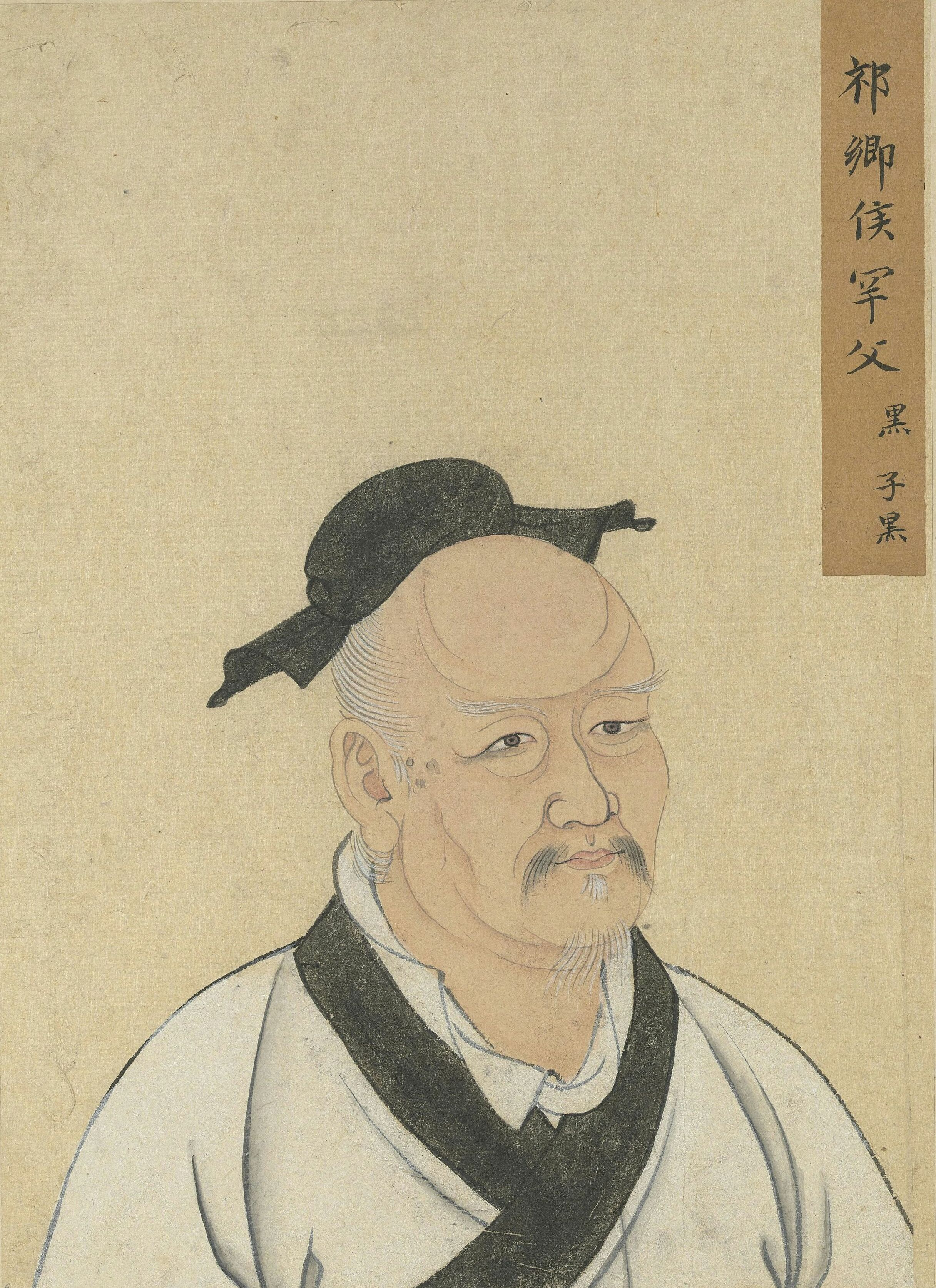
罕父黑

罕父黑（？—？），字子索，《孔子家语》作宰父黑，字子黑。春秋时期人物。孔子弟子。

## 生平
罕父黑生卒和事迹不详。

## 歷代追封
- 漢明帝永平十五年（72年）從祀孔廟。
- 唐玄宗開元二十七年（739年）封乘丘伯。
- 宋真宗大中祥符二年（1009年）封祁乡侯。
- 明世宗嘉靖九年（1530年）封先賢宰父子。